# Lijst van golfbanen in Frankrijk
Deze lijst van golfbanen in Frankrijk omvat golfclubs, -banen en -instellingen die lid zijn van Fédération française de golf.
De lijst hieronder is geografisch gerangschikt per regio en vervolgens per departement ingedeeld. De namen die inspringen, beschikken over minder dan 18 holes.

## Nouvelle-Aquitaine

### Aquitanië
departement 24 : Dordogne
- Golf Public de Périgueux
- Château des Vigiers Golf Club
- Golf de Lolivarie
  - Golf de la Forge
  - Golf du Domaine de Rochebois
  - Golf du Domaine du Perigord
  - Golf Château les Merles

departement 33 : Gironde
- Golf de Teynac
- Golf de Gujan Mestras
- Golf de Margaux
- Golf de Bordeaux-Cameyrac
- Golf de Bordeaux-Lac
- Golf du Médoc
- Golf International d'Arcachon
- Golf International de Lacanau
- Golf International de Pessac
- Golf des Graves et Sauternais
- Golf Bordelais
  - Golf des Aiguilles Vertes
  - Golf de la Mejanne

departement 40 : Landes
- Golf de Moliets
- Golf de Biscarrosse
- Golf de Seignosse
- Golf d'Hossegor
- Golf de Mont de Marsan
  - Golf de Pinsolle
  - Les Greens d'Eugenie
  - Golf Club de Mimizan
  - Golf de la Cité Verte

departement 47 : Lot-et-Garonne
- Golf d'Albret
- Villeneuve sur Lot Golf & Country Club
- Golf de Casteljaloux
  - Golf de Barthe
  - Golf de Marmande
  - Golf Club Agen Bon-Encontre

departement 64 : Pyrénées Atlantiques
- Golf de Biarritz
- Golf de la Nivelle
- Pau Golf Club 1856
- Golf de Chantaco
- Golf de Chiberta
- Golf Epherra
- Makila Golf Club
- Golf Club d'Arcangues
- Golf de Pau-Artiguelouve
  - Golf de Salies-de-Béarn
  - Oloron Golf Club les Vallées
  - Centre International d'Ilbarritz

### Limousin
departement 19 : Corrèze
- Golf Club de Brive
- Golf d'Aubazine
  - Golf du Chammet
  - Golf de Neuvic

departement 23 : Creuse
- Golf Club de la Jonchere
  - Bourganeuf 2000

departement 87 : Haute-Vienne
- Golf de Limoges
- Golf de Saint-Junien
- Golf de la Porcelaine
  - Golf Club de Mortemart

### Poitou-Charentes
departement 16 : Charente
- Angoulème Golf l'Hirondelle
- Golf du Cognac
- Golf Club de la Prèze
  - Golf d'Aúbeterre

departement 17 : Charente-Maritime
- Golf de Saintonge
- Golf de Royan
- Golf de la Prée la Rochelle
  - ASPF la Jarne
  - Golf du Château de la Vallade
  - Golf Club d'Oleron
  - Golf Club de Montendre
  - AS Golfeurs Pays Rochefortais
  - Golf de Trousse Chemise

departement 79 : Deux-Sèvres
- Golf du Petit Chêne
- Golf Club Château des Forges
  - Golf Club de Niort
  - Golf du Thouarsais

departement 86 : Vienne
- Golf de Loudun
- Golf du Haut-Poitou
- Golf du Connétable
- Golf Club de Poitiers
  - Centre Golfique des Chalons

## Auvergne - Rhône-Alpes

### Auvergne
departement 03 : Allier
- Golf du Sporting Club de Vichy
- Golf la Fôret de Montpensier
  - Golf de Moulins-les-Avenelles
  - Golf de Briailles

departement 15 : Cantal
- Golf Club de Vézac Aurillac
- Golf de Haute-Auvergne
  - Golf Val-Saint-Jean
  - Golf du Battut

departement 43 : Haute-Loire
- - Golf du Puy-en-Velay
  - Golf du Chambon-sur-Lignon

departement 63 : Puy de Dôme
- - Nouveau Golf de Charade
  - Golf de Riom
  - Golf du Mont-Doré
  - Golf des Volcans

### Rhône-Alpes
departement 01 : Ain
- Golf de la Maison Blanche
- Golf de Divonne-les-Bains
- Golf de la Manchette
- Golf de la Commanderie
- Golf de la Sorelle
- Golf du Clou
- Golf Club de Mionnay-la-Dombes
- Golf du Gouverneur
- Golf de la Bresse
- Golf de Gonville
  - Golf Club des Serves
  - Golf Club de la Valserine
  - Golf de l'Hippodrome
  - Golf de Bourg-en-Bresse

departement 07 : Ardèche 
- Golf du Domaine de Saint-Clair

departement 26 : Drôme
- Golf Club de la Valdaine
- Golf de Valence Saint-Didier
- Golf d'Albon
  - Golf de la Drôme Provençale
  - New Golf du Bourget
  - Golf du Domaine de Sagnol
  - Golf Club Chapelle-en-Vercors
  - Golf des Chanalets

departement 38 : Isère
- Golf International de Grenoble
- Golf de Grenoble Charmeil
- Golf de Corrençon-en-Vercors
  - Golf Public des Trois-Vallons
  - Golf du Château de Faverges
  - Golf de Seyssins
  - Golf Club Uriage
  - Golf de l'Alpe d'Huez
  - Golf Club des Deux Alpes
  - Golf de la Bièvre

departement 42 : Loire
- Golf des Etangs
- Golf Club du Forez
- Golf Public de Saint-Étienne
  - Golf du Roannais
  - Superflu Golf Club

departement 69 : Rhône
- Golf Club de Lyon
- Golf de Salvagny
- Golf de Lyon Chassieu
- Golf du Beaujolais
- Golf de Lyon Verger
  - Golf Public de Meribel-Jonage

departement 73 : Savoie
- Golf des Arcs
- Golf Club Meribel
- Golf du Lac de Tignes
- Golf d'Aix les Bains
  - Golf de Courchevel
  - Golf du Granier-Apremont
  - Golf de la Rosière

departement 74 : Haute-Savoie
- Evian Masters Golf Club
- Golf Club Esery
- Golf Club de Chamonix
- Golf de Pierre Carrée
- Golf du Lac d'Annecy
- Golf des Gets
- Golf de Giez Lac d'Annecy
- Golf & Country Club de Bossey
- Golf du Mont d'Arbois
  - Golf Club Avoriaz
  - Golf de Machilly Compact
  - Golf du Belvedere
  - Golf le Rocher Blanc

## Bourgogne - Franche-Comté

### Bourgondië
departement 21 : Côte-d'Or
- Golf de Beaune Levernois
- Golf du Château de Chailly
- Golf de Dijon-Bourgogne
- Golf de Quetigny
  - Golf de Salives
  - Golf du Pré-Lamy
  - Golf de Venarey-les-Laumes

departement 58 : Nièvre
- Golf Public du Nivernais

departement 71 : Saône et Loire
- Golf de Ceron
- Golf du Château d'Avoise
- Golf de Mâcon la Salle
- Golf Public de Châlon-sur-Sâone
  - Golf de Givalois
  - Golf Public de Montceau
  - Golf d'Autun

departement 89 : Yonne
- Golf du Roncemay
- Golf de Clairis
  - Golf de Tanlay
  - Golf du Senonais
  - Golf du Château de Misery

### Franche-Comté
departement 25 : Doubs
- Golf Pontarlier les Étraches
- Golf de Prunevelle
- Golf de Besançon
- Golf du Château de Bournel

departement 39 : Jura
- Golf Club des Rousses
- Golf du Mont-Saint-Jean
- Golf du Val de Sorne
  - Golf Public du Val-d'Amour
  - Golf de Saint-Claude

departement 70 : Haute-Saône
- Golf de Luxeuil Bellevue

departement 90 : Territoire de Belfort
- Golf de Rougemont le Château

## Bretagne
departement 22 : Côtes-d'Armor
- Gold des Sables d'Or
- Golf de Pleneuf-Val-André
- Golf de Saint-Cast-Pen-Guen
- Golf des Ajoncs d'Or
- Golf de Saint-Samson
  - Golf de Gaea Lancieux
  - La Corbinais Golf Club
  - Golf de Tremereuc
  - Club la Crinière
  - Golf Gilles de Boisgelin
  - Golf de Begard

departement 29 : Finistère
- Golf de l'Odet
- Golf de Cornouaille
- Golf de Brest-les-Abers
- Golf de Brest-Iroise
  - Golf de Kerbenez
  - Golf de Carantec
  - Golf de Brest Pen-Ar-Bed
  - Carhaix Golf

departement 35 : Ille-et-Vilaine
- Dinard Golf
- Golf de la Freslonnière
- Golf de Saint-Malo
- Golf des Rochers
- Golf de Cice-Blossac
- Golf de Rennes
- Golf des Ormes
  - Golf de Cesson-Sévigné

departement 56 : Morbihan
- Golf de Baden
- Golf de Rhuys
- Golf de Valqueven
- Golf de Saint0-Laurent
- Golf de Ploemeur-Ocean
  - Golf de Caden
  - Golf de Belle Ile-en-Mer
  - Golf de Rimaison
  - Golf du Lac au Duc

## Centre - Val de Loire(Loiredal)
departement 18 : Cher
- Bourges Golf Club
- Golf de la Picardière
- Golf du Sancerrois
  - Golf la Vallée de Germigny
  - Golf de Nancay

departement 28 : Eure-et-Loir
- Golf du Château de Maintenon
- Golf du Bois d'O
- Golf de la Chaussée d'Ivry
- Golf du Perche
  - AS Broutaine de Swin

departement 36 : Indre
- Golf Club les Dryades
- Golf Club du Val de l'Indre
  - Golf des Sarrays

departement 37 : Indre-et-Loire
- Golf de la Gloriette
- Golf du Château des Sept Tours
- Golf de Tours Ardrée
- Gold de Touraine
  - Golf de la Cisse
  - Golf de Fleuray-Amboise
  - Golf de Loches-Verneuil

departement 41 : Loir-et-Cher
- Gold du Château de Cheverny
- Golf de Ganay
- Lles Bordes Golf International
  - Golf de la Carte
  - Golf de la Bosse

departement 45 : Loiret
- Golf de Limère
- Golf de Montargis-Vaugouard
- Golf des Aisses
- Golf de Marcilly
- Golf du Château d'Augerville
- Golf d'Orléans-Donnery
- Golf de Sully sur Loire
  - Golf de Sologne

## Corsica
- Golf de Sperone
  - Golf de Lezza
  - G.I.G.A.
  - CSA BA 126
  - Golf du Réginu
  - Golf Club Borgo

## Grand Est

### Elzas
departement 67 : Bas-Rhin
- Le Kempferhof Golf Club
- Golf de Strasbourg
- Golf Club de la Wantzenau
- Golf Club Souffleheim Baden-Baden
  - Golf du Fort

departement 68 : Haut-Rhin
- Alsace Golf Club
- Golf Club des Bouleaux
- Golf du Rhin
- Golf du Château de Hombourg
- Golf de la Largue
- Golf d'Ammerschwihr

### Lotharingen
departement 54 : Meurthe-et-Moselle
- Golf de Nancy-Pulnoy
- Golf de Nancy
  - Golf Club d'Avrainville

departement 55 : Meuse
- Golf de Combles en Barrois
  - Golf Club de Madine

departement 57 : Moselle
- Garden Golf Metz Technopole
- Golf de Grange aux Ormes
- Golf de Sarreguemines
- Golf de Bitche
- Golf d'Anneville
- Golf de Faulquemont
- Golf du Pays de Sarrebourg
- Golf de Metz Cherisey
- Golf Château de Preisch

departement 88 : Vosges
- Golf Club des Images d'Épinal
  - Golf de Vittel Ermitage
  - Golf Club de Vittel Hazeau
  - Golf la Ligne Blue des Vosges

### Champagne - Ardennen
departement 08 : Ardennes
- Golf des Sept Fontaines
- Golf des Ardennes

departement 10 : Aube
- Golf de l'Hermitage
- Golf de Troyes
- Golf de la Fôret d'Orient

departement 51 : Marne
- Golf de Reims-Champagne
- Golf de la Grande Romanie
- Golf de Champagne

departement 52 : Haute-Marne
- - Golf d'Arc en Barrois

## Hauts-de-France

### Nord-Pas-de-Calais
departement 59 : Nord
- Golf de Bondues
- Golf Lille Metropole
- Golf Club de Valenciennes
- Golf de Brigode
- Golf du Sart
- Golf de Vert Parc
- Golf de Dunkerque
- Golf de Thumeries
- Golf Club de Mormal
  - Golf Club des Flandres
  - Golf Educatif de Douai
  - Cité Golf

departement 62 : Pas-de-Calais
- Golf de Wimereux
- Golf du Touquet
- Aa Saint-Omer Golf Club
- Golf d'Arras
- Golf d'Hardelot
  - Golf Club de Béthune
  - Golf Public d'Olhain

### Picardië
departement 02 : Aisne
- Golf du Val Secret
- Golf de l'Ailette
  - Golf de Saint-Quentin-Mesnil
  - Golf de Menneville

departement 60 : Oise
- Golf du Château d'Humières
- Golf de Morfontaine
- Golf Club de Compiègne
- Club des Templiers
- Golf de Chaumont-en-Vexin
- Golf de Rebetz
- Club du Lys Chantilly
- Golf d'Apremont
- Golf de Chantilly
- Golf Dolce Chantilly
- Golf du Château de Raray
  - Golf du Vivier

departement 80 : Somme
- Golf Club d'Amiens
- Golf de Nampont-Saint-Martin
- Golf de Belle Dune
- Golf d'Abbeville
  - Golf Club de Salouel

## Île-de-France(Parijse regio)
departement 77 : Seine-et-Marne
- Golf Disneyland
- Golf du Reveillon
- Golf Clément Ader
- Golf de Fontainebleau
- Golf d'Ozoir-la-Ferrière
- Golf de Meaux-Boutigny
- Golf de Bussy-Saint-Georges
  - Golf de la Croix des Anges
  - ASPTT Paris Golf des Corbuches
  - Golf de Torcy

departement 78 : Yvelines
- Golf de Saint-Germain
- Le Golf National
- Golf de Saint-Nom-la-Bretèche
- Golf de Fourqueux
- Golf de Villacoublay
- GOLF R. Saint-Quentin-en-Yvelines
- Golf de Joyenval
- Golf Château de la Chouette
- Bethemont Gollf & Country Club
- Golf de Saint-Marc
- Golf Isabella
- Golf du Prieure
- Golf de Vilennes
- Rochefort Golf & Country Club
- Golf de Feucherolles
- Golf des Boucles de Seine
- Golf de la Vaucouleurs
- Golf de Guerville
- Golf des Yvelines
  - Golf de l'Ile Fleurie
  - Golf du Domaine du Tremblay
  - Golf de Noisy-le-Roi
  - Golf de Maisons Laffitte
  - Golf de la Grenouillere

departement 91 : Essonne
- Golf de Bondoufle
- Golf de Saint-Aubin
- Saint-Germain les Corbeil Golf
- Blue Green Golf de Villeray
- Golf de Greenparc
- Golf de Verrières le Buisson
- Golf de Morangis la Galande
- Etoilles Colonial Country Club
- Golf de Forges les Bains
- Golf de Marivaux
- Golf Stade Français-Courson
- Golf de Mennecy-Chevannes
- Golf de Belesbat
- Golf du Coudray
- Golf de Gif-Chevry

departement 92 : Hauts-de-Seine
- Golf de Saint-Cloud
  - Paris Golf & Country Club
  - Golf Stade Français
  - Golf de Jardy
  - Golf de Rueil-Malmaison

departement 93 : Seine-Saint-Denis
- - AS Golf de Rosny sous Bois
  - Golf de la Poudrerie

departement 94 : Val-de-Marne
- Golf d'Ormesson
  - Golf de Marolles en Brie
  - Golf du Parc du Tremblay

departement 95 : Val-d'Oise
- Golf de Plessis Bellefontaine
- Golf Hotel de Mont Griffon
- Golf de l'Isle-Adam
- Golf de Domont Montmorency
- Golf de Seraincourt
- Golf Club d'Ableiges
- Golf Club de Gadancourt
- Golf de Cergy Pontoise
- Paris International Golf Club
- Golf de Villarceaux
  - Golf de Gonesse
  - Golf de Saint-Ouen-l'Aumone
  - Golf d'Écancourt

## Normandië

### Hoog Normandië
departement 27 : Eure
- Golf d'Evreux
- Golf du Vaudreuil
- Golf du Champ de Bataille
- Golf de Léry-Poses
  - Golf de Center Parc
  - Golf de Gaillon

departement 76 : Seine-Maritime
- Golf de Dieppe-Pourville
- Golf de Rouen-Mont-Saint-Aignan
- Golf de Jumièges
- Golf de Saint-Saens
- Golf de la Fôret-Verte
- Golf d'Étretat
- Golf du Havre
  - Golf de Mannevillette
  - Golf de Yerville

### Laag Normandië
departement 14 : Calvados
- Golf de Caen
- Golf de Deauville-Saint-Gatien
- Golf de Saint-Julien
- Golf de Vire la Dathée
- Golf de Cabourg-le-Home
- Golf d'Houlgate
- AS Bayeux Omaha Beach Golf
- Golf de Garcelles
- Golf de Clécy Cantelou
- Golf Barrière de Deauville
- Golf Club de l'Amiraute
  - Golf Public de Cabourg

departement 50 : Manche
- Golf de Coutainville
- Golf de Belleme Saint-Martin
- Golf Club de Granville
  - Golf de la Côte des Isles
  - Golf Municipal de Brehal
  - Golf de Fontenay sur Mer
  - Golf de Cherbourg
  - Compact Saint-Lo
  - Golf Centre Manche

departement 61 : Orne
- - Golf Club Flers le Houlme
  - Golf de Bagnoles de l'Orne

## Pays de la Loire(met de Atlantische Loirestreek)
departement 44 : Loire-Atlantique
- Golf International de la Baule
- Golf de Pornic
- Golf de Savenay
- Golf de Nantes Erdre
- Golf de Nantes
- Golf de Carquefou
- Golf de la Bretesche
  - Golf de Treffieux
  - AS Golfique de Saint-Sébastien
  - Golf de Guerande
  - Golf Club du Croisic
  - Neogolf
  - Golf de la Vigne

departement 49 : Maine-et-Loire
- Golf de Bauge
- Golf Club d'Avrille
- Golf de l'Ile-d'Or
- Golf de Cholet
- Golf Club d'Angers
- Golf d'Anjou
  - Golf de Montjoie
  - Golf de Saumur
  - Golf de Baugé

departement 53 : Mayenne
- Golf Club de Laval

departement 72 : Sarthe
- Golf de Sarge-lès-Le-Mans
- Golf des 24 Heures - Le Mans
- Golf de Sable Solesmes
- Golf d'Alençon-en-Arçonnay

departement 85 : Vendée
- Golf de Saint-Jean-de-Monts
- Golf des Fontenelles
- Golf de la Domangere
- Golf des Olonnes
- Golf de Port Bourgenay

## Occitanië

### Languedoc-Roussillon
departement 11 : Aude
- Golf Club de Carcassonne
- Golf Pitch & Putt Sainte-Rose

departement 30 : Gard
- Golf de Nîmes Vacquerolles
- Golf Club de Nîmes-Campagne
  - Golf Club d'Uzes
  - Golf de Ribaute-les-Tavernes

departement 34 : Hérault
- Golf de la Grande-Motte
- Golf de Montpellier-Massane
- Golf de Coulondres
- Golf de Fontcaude
- Golf de Saint-Thomas
- Golf du Cap-d'Agde
  - Golf de Lamalou-les-Bains

departement 48 : Lozère
- - Golf Club de Langogne
  - Golf du Sabot
  - Golf de la Garde Guérin

departement 66 : Pyrénées-Orientales
- Golf de Falgos
- Golf de Saint-Cyprien
  - Golf de Font-Romeu
  - Golf Club de Marcevol

### Midi-Pyreneeën
departement 09 : Ariège
- Golf de l'Ariège

departement 12 : Aveyron
- Golf du Grand Rodez
  - Golf du Totche
  - Golf de Mezeyrac-Laguiole

departement 31 : Haute-Garonne
- Golf Club de Toulouse-Palmola
- Golf Club Seilh Toulouse
- Golf de Toulouse la Ramée
- Golf de Toulouse
- Golf de Teoula
  - Golf Saint-Gabriel
  - Golf Club de Luchon
  - Golf du Comminges
  - Golf de Salies de Salat
  - Golf Estolosa

departement 32 : Gers
- Golf d'Auch-Embats
- Golf du Château de Pallanne
  - Golf du Château de Barbet
  - Golf de Fleurance
  - Golf de Gascogne

## Provence, Alpes, Côte d'Azur
departement 04 : Alpes-de-Haute-Provence
- Golf de Digne les Bains
- Golf du Luberon
  - Golf du Bois Chenu

departement 05 : Hautes-Alpes
- Golf Alpes Provence Gap Bayard
  - Golf de Montgenevre

departement 06 : Alpes-Maritimes
- Golf de Mandelieu
- Golf de Cannes-Mougins
- Royal Mougins Golf Club
- Golf du Claux-Amic
- Golf Country Club de Saint-Donat
- Rivièra Golf Club
- Monte Carlo Golf Club
- Golf de Biot
- Golf de Vievola
- Golf Opio Valbonne
- Golf de la Grande-Bastide
  - Golf de Tour d'Opio
  - Victoria Golf Club
  - Le Provençal Golf
  - Golf de Villeneuve-Loubet
  - Golf Country Club de Nice
  - Academie Autiero

departement 13 : Bouches du Rhône
- Golf de Marseille la Salette
- Golf Club de Miramas
- Golf d'Aix-Marseille
- Pont Royal Country Club
- Golf de l'Ecole de l'Air
- Sainte-Victoire Golf Club
- Golf de Servanes
  - Golf des Baux de Provence
  - Golf Club Saint-Martinois
  - Golf d'Allauch
  - Set Golf
  - Golf Club Marseille Borely
  - Golf de Toursainte
  - Aix Golf
  - Sporting Club Latitudes Camarq
  - Golf Club de Barbentane
  - AS Golf Practise Côte Bleue

departement 83 : Var
- Golf de Beauvallon
- Golf de Sainte-Maxime
- Golf de Valgarde
- Golf de Barbaroux
- Golf de Valcros
- Golf de Fregate
- Terre Blanche Golf Club
- Gassin Golf & Country Club
- Golf Esterel
- Golf de Valescure
- Golf de Taulane
- Golf de la Sainte-Baume
- Golf de Saint-Endréol
  - Golf Grand Jardin
  - Pierre et Vacances, Grimaud
  - Golf de Cap Esterel
  - Academic Golf de Roquebrune
  - Hotel du Castellet

departement 84 : Vaucluse
- Golf du Grand Avignon
- Golf de Châteaublanc
- Provence Country Club
  - Golf Orange